# Platygaster maarteni
Platygaster maarteni är en stekelart som beskrevs av Vlug 1995. Platygaster maarteni ingår i släktet Platygaster och familjen gallmyggesteklar. Inga underarter finns listade i Catalogue of Life.